# Marathon van Tokio 2011
De marathon van Tokio 2011 werd gelopen op zondag 27 februari 2011. Het was de vijfde keer dat deze marathon was opengesteld voor zowel mannen als vrouwen.
De Ethiopiër Hailu Mekonnen kwam als eerste over de streep in 2:07.35. De Russische Tatjana Arjasova won bij de vrouwen in 2:27.29.
In totaal finishten er 33328 lopers waarvan 25272 mannen en 8056 vrouwen.

## Uitslagen

### Mannen
| rang   | naam               | land | tijd    |
| ------ | ------------------ | ---- | ------- |
| Goud   | Hailu Mekonnen     | ETH  | 2:07.35 |
| Zilver | Paul Biwott        | KEN  | 2:08.17 |
| Brons  | Yuki Kawauchi      | JPN  | 2:08.37 |
| 4      | Yoshinori Oda      | JPN  | 2:09.03 |
| 5      | Cyrus Njubi        | KEN  | 2:09.10 |
| 6      | Felix Limo         | KEN  | 2:10.50 |
| 7      | Takaaki Koda       | JPN  | 2:11.08 |
| 8      | Salim Kipsang      | KEN  | 2:11.25 |
| 9      | Yemane Adhane      | ETH  | 2:11.49 |
| 10     | Takashi Horiguchi  | JPN  | 2:12.05 |
| 11     | Satoshi Irifune    | JPN  | 2:12.34 |
| 12     | Keita Akiba        | JPN  | 2:13.29 |
| 13     | Naoki Okamoto      | JPN  | 2:13.54 |
| 14     | Keisuke Nakatani   | JPN  | 2:14.16 |
| 15     | Noritaka Fujiyama  | JPN  | 2:14.40 |
| 16     | Mekubo Mogusu      | KEN  | 2:14.44 |
| 17     | Akihiko Ide        | JPN  | 2:14.54 |
| 18     | Osamu Ibata        | JPN  | 2:15.41 |
| 19     | Masaru Takamizawa  | JPN  | 2:16.12 |
| 20     | Kenichi Kita       | JPN  | 2:16.21 |
| 21     | Tatsunori Shinoura | JPN  | 2:16.32 |
| 22     | Takashi Kakimoto   | JPN  | 2:16.43 |
| 23     | Shinichi Watanabe  | JPN  | 2:16.59 |
| 24     | Takahiro Yoda      | JPN  | 2:17.17 |
| 25     | Yuta Sanpei        | JPN  | 2:17.47 |

### Vrouwen
| rang   | naam             | land | tijd    |
| ------ | ---------------- | ---- | ------- |
| Goud   | Noriko Higuchi   | JPN  | 2:28.49 |
| Zilver | Tatyana Petrova  | RUS  | 2:28.56 |
| Brons  | Yoko Shibui      | JPN  | 2:29.03 |
| 4      | Misaki Katsumata | JPN  | 2:31.10 |
| 5      | Sumiko Suzuki    | JPN  | 2:32.02 |
| 6      | Rina Yamazaki    | JPN  | 2:32.51 |
| 7      | Shoko Miyazaki   | JPN  | 2:33.10 |
| 8      | Yumi Hirata      | JPN  | 2:33.14 |
| 9      | Elena Burkovska  | UKR  | 2:33.30 |
| 10     | Miki Ohira       | JPN  | 2:34.46 |
| 11     | Kaori Oyama      | JPN  | 2:36.37 |
| 12     | Maki Inami       | JPN  | 2:37.34 |
| 13     | Hiroko Yoshitomi | JPN  | 2:37.43 |
| 14     | Nuța Olaru       | ROU  | 2:41.42 |
| 15     | Kiyoko Shimahara | JPN  | 2:42.19 |
| 16     | Satoko Uetani    | JPN  | 2:43.41 |
| 17     | Wakao Hanada     | JPN  | 2:43.47 |
| 18     | Sachie Yamada    | JPN  | 2:44.12 |
| 19     | Namiko Yamamoto  | JPN  | 2:44.17 |
| 20     | Ryo Kawahara     | JPN  | 2:45.32 |
| 21     | Noriko Sato      | JPN  | 2:46.50 |
| 22     | Sayaka Maeda     | JPN  | 2:47.26 |
| 23     | Aya Manome       | JPN  | 2:48.07 |
| 24     | Tomoko Tamamushi | JPN  | 2:48.35 |
| 25     | Yuki Tamura      | JPN  | 2:48.40 |

Tokyo International Marathon (alleen mannen)

1981 · 1982 · 1983 · 1984 · 1985 · 1986 · 1987 · 1988 · 1989 · 1990 · 1991 · 1992 · 1993 · 1994 · 1995 · 1996 · 1997 · 1998 · 1999 · 2000 · 2001 · 2002 · 2003 · 2004 · 2005 · 2006

Tokyo International Women's Marathon (alleen vrouwen)

1979 · 1980 · 1981 · 1982 · 1983 · 1984 · 1985 · 1986 · 1987 · 1988 · 1989 · 1990 · 1991 · 1992 · 1993 · 1994 · 1995 · 1996 · 1997 · 1998 · 1999 · 2000 · 2001 · 2002 · 2003 · 2004 · 2005 · 2006 · 2007 · 2008

Tokyo Marathon (beide)

2007 · 2008 · 2009 · 2010 · 2011 · 2012 · 2013 · 2014 · 2015 · 2016 · 2017 · 2018 · 2019 · 2020 · 2021 · 2022 · 2023 · 2024